# Museo Municipal de Mejillones
El Museo Municipal de Mejillones es un museo de historia e historia natural, localizado en la comuna chilena de Mejillones, en la Región de Antofagasta. Fue inaugurado en 1979, con el nombre de Museo del Mar, debido a su enfoque original, aunque actualmente se le conoce como Museo Histórico y Natural de Mejillones, debido a la ampliación y reenfoque de su guion museográfico en 1997. Este museo se asienta al interior de un edificio histórico de la ciudad, erigido con una función aduanera a inicios del siglo XX.

## Origen
En el marco del centenario del combate naval de Angamos, acontecido un 8 de octubre de 1879 frente a las costas comunales, y como celebración que buscaba poner en énfasis la importancia del asentamiento de Mejillones en el devenir histórico del país, la comunidad local organizó un Comité del Centenario, que a su vez tuvo subcomisiones con el propósito de desarrollar diferentes áreas de interés didáctico y recreativo de la ciudad. Una de estas subcomisiones, el Comité del Mar, instauró la idea de difundir el patrimonio natural y la biodiversidad que alberga la bahía de Mejillones. De esta manera, durante la década de 1970 se llevaron a cabo esfuerzos con el propósito de reunir objetos afines a este objetivo con miras a la celebración de dicho centenario. De esta manera se creó un Museo del Mar, en 1979, que se asentó en el histórico edificio de la exaduana de la ciudad.
Un segundo momento en la constitución del museo ocurrió en 1994, cuando el grupo de exferroviarios Nostalgias y Recuerdos de un Pueblo, en el contexto del aniversario de la ciudad, y en memoria del antiguo Ferrocarril de Antofagasta a Bolivia, por entonces ya cesado para la urbe, elaboró una exposición sobre la historia de este. Dicha exposición, por entonces momentánea, se realizó justamente en la exaduana, donde se habilitó una, y luego dos salas disponibles para la exhibición de esta colección. Sin embargo, la misma perduró durante tres años en el lugar, de manera tal que en 1997 se rediseñó el guion del museo, para dar cabida permanente a este enfoque histórico en adición al enfoque natural previo, gestando el museo histórico y natural en su formato actual.

## Colección
La colección del museo incluye:
- Material audiovisual alusivo al combate naval de Angamos y la captura del Huáscar, ocurrida en el contexto de la Guerra del Pacífico.[6]
- Fotografías y objetos que repasan la historia del antiguo Ferrocarril de Antofagasta a Bolivia a su paso por la ciudad.[2]
- Muestrarios y taxidermia sobre fauna marina de la bahía de Mejillones.[1]
- Una momia datada de la época en que el pueblo chango habitaba la zona.[6]
- Material audiovisual sobre Gamelín Guerra, músico popular, conocido por su canción «En Mejillones yo tuve un amor».[6]